# Dzieci jednej pajęczycy
Dzieci jednej pajęczycy – polska powieść postapokaliptyczna z 2024. Jest debiutem powieściowym Olgi Niziołek i ukazała się nakładem wydawnictwa Powergraph. Opowiada o szóstce bohaterów z różnych klas społecznych, żyjących w upalnym, pozbawionym wody mieście. 

## Nagrody
| Rok nominacji | Nagroda                                                    | Status    | Źródło |
| ------------- | ---------------------------------------------------------- | --------- | ------ |
| 2025          | Nagroda Zajdla w kategorii najlepsza powieść               | nominacja | [ 3 ]  |
| 2025          | Nagroda im. Jerzego Żuławskiego                            | nominacja | [ 4 ]  |
| 2025          | Nagroda „Nowej Fantastyki” w kategorii polska książka roku | nominacja | [ 5 ]  |